# Wahl zum Schwedischen Reichstag 1940
- SKP: 3
- S: 134
- B: 28
- FP: 23
- H: 42

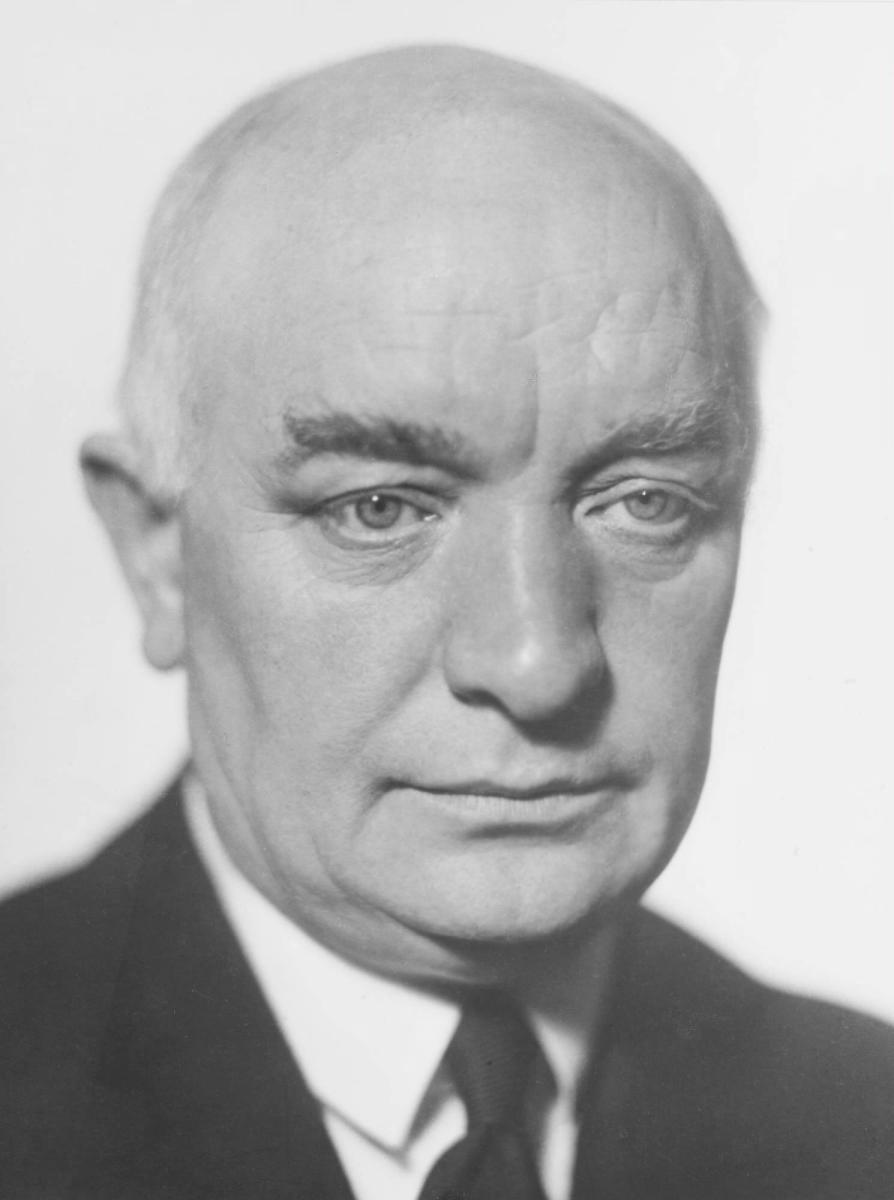
Premierminister Per Albin Hansson gelang es, durch eine nachgiebige Neutralitätspolitik Schweden aus dem Zweiten Weltkrieg herauszuhalten.

Die Wahl zur Zweiten Kammer des Schwedischen Reichstags fand am 15. September 1940 statt. 
Bereits im finnischen Winterkrieg ab November 1939 hatten die Sozialdemokraten und die drei nicht-sozialistischen Parteien eine große Koalitionsregierung gebildet. Nach der Besetzung von Dänemark und Norwegen ab April 1940 wurde eine Verschiebung der Wahlen erwogen. Die Wahl wurde dann doch zum geplanten Termin durchgeführt, jedoch einigten sich die parlamentarischen Parteien auf weitgehende Zurückhaltung im Wahlkampf. 
| Partei                                                     | % Stimmen | Veränderung zu 1936 |
| ---------------------------------------------------------- | --------- | ------------------- |
| Sozialdemokraten Sveriges socialdemokratiska arbetareparti | 53,8 %    | +7,9 %              |
| Reichsorganisation der Rechten Högerns Riksorganisation    | 18,0 %    | +0,4 %              |
| Bauernbund Bondeförbundet                                  | 12,0 %    | -2,3 %              |
| Volkspartei Folkpartiet                                    | 12,0 %    | -0,9 %              |
| Kommunisten Sveriges kommunistiska parti                   | 3,5 %     | +0,2 %              |
| Sozialisten Socialistiska partiet                          | 0,7 %     | -3,7 %              |
| Andere Parteien                                            | 0,0 %     | 0,0 %               |